# Jaśkowa Góra
Der Jaśkowa Góra ist eine 82,3 Meter hohe Erhebung in Danzig in Polen. Er liegt auf dem Gebiet des Stadtbezirks Wrzeszcz Górny (Langfuhr). Er ist die nordöstliche Fortsetzung des Strzyska Góra (Strießberg), der höchsten Erhebung zwischen dem Tal des Strzyża (Strießbach) und dem Jaśkową Doliną (Jäschkental). Er hatte früher keinen deutschen Namen, der heutige Name könnte mit Jäschkenberg übersetzt werden.

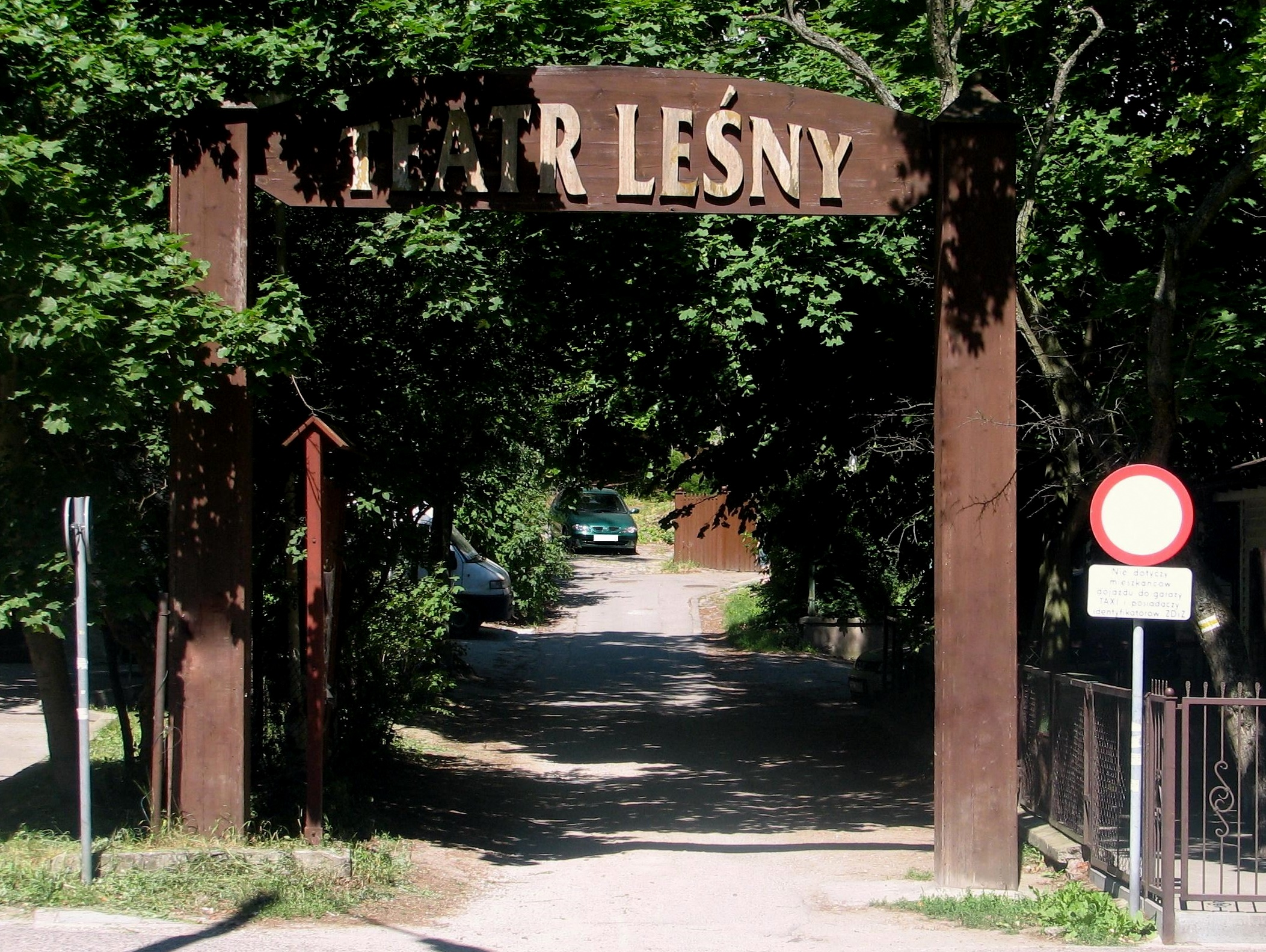
Tor zur Waldbühne

An seinem Fuß liegt die Waldbühne (Teatr Leśny).